# Josep Sans Ferré
Josep Sans Ferré (Reus, 1886 - Figueres, 1920) va ser un pedagog i periodista català.
Fill de Josep Sans Garreta, metge cirurgià, va estudiar magisteri a Tarragona i Ciències a la Universitat de Barcelona. El 1905 donava classes d'aritmètica mercantil a la joventut obrera del Patronat Obrer de Sant Josep, i el 1910 va guanyar una oposició per exercir d'ajudant de Ciències a l'Institut de Maó. El 1911 va ser nomenat ajudant de Literatura a l'Institut de Reus. El 1920 va guanyar per oposició la càtedra de Matemàtiques a Figueres, ciutat on es traslladà i on va morir. Va publicar, mentre era a Reus, articles teòrics i textos en prosa i en vers al Semanario Católico de Reus, i en va ser redactor en cap. Col·laborà en altres periòdics locals, especialment al Diario de Reus i La Veu del Camp. En la seva primera joventut havia col·laborat al periòdic satíric i literari Reus Tranquil i a Foc Nou, revista també del Grup Modernista de Reus, on va publicar diversos articles sobre l'esperanto. A Figueres va publicar també a la premsa local, especialment a La Veu de l'Empordà.